# 李鈞 (景泰進士)
李鈞（1409年—？），字許國，江西吉安府永新縣人，明朝官員、進士出身。

## 生平
江西鄉試第三十名。景泰二年，登進士，授南京工科給事中。明憲宗即位數月，與王徽等上疏請奏遠離太監內臣。同年冬，又與王徽等彈劾中官牛玉，得罪貶為綏德判官。

## 家族
曾祖父李貫章、祖父李天祐、父親李益友。